# Stadtbredimus
Stadtbredimus (lb. Stadbriedemes) − miejscowość i gmina (gemeng / commune / Gemeinde) w południowo-wschodnim Luksemburgu, w kantonie Remich. Do 3 października 2015 gmina leżała w dystrykcie Grevenmacher. Siedziba administracyjna gminy znajduje się w miejscowości Stadtbredimus. Liczy 1984 mieszkańców (1 stycznia 2023).

## Podział administracyjny
Do gminy należą cztery miejscowości, w tym trzy (Uertschaft) oraz jeden lieu-dit: 
1. Bücherhof (Bicherhaff), lieu-dit
2. Greiveldange (Greiweldeng / Greiweldingen)
3. Hüttermühle (Hëttermillen)
4. Stadtbredimus (Stadbriedemes)